# Gapotus frontalis
Gapotus frontalis is een hooiwagen uit de familie Assamiidae.